# Сералонга (Авелино)
Сералонга је насеље у Италији у округу Авелино, региону Кампанија.
Према процени из 2011. у насељу је живело 59 становника. Насеље се налази на надморској висини од 654 м.